# Jörg Bernath
Jörg Bernath ist ein ehemaliger deutscher Basketballspieler. Er wurde 1975 mit Gießen deutscher Meister.

## Laufbahn
Über Fußball und Handball kam Bernath zum Basketball. Mit dem MTV 1846 Gießen wurde er zwischen 1964 und 1967 zweimal deutscher Meister in der A-Jugend. Bernath wechselte zum FC Bayern München, für den er in der Basketball-Bundesliga spielte. Im Jahr 1973 bestritt der Aufbauspieler 13 A-Länderspiele für die bundesdeutsche Nationalmannschaft.
Er kehrte zum MTV Gießen zurück, mit dem er 1975 deutscher Meister wurde. 1976 wechselte er zum TSV Krofdorf.